# لوچ لوموند سیپلینز
لوچ لوموند سیپلینز (به انگلیسی: Loch Lomond Seaplanes) یک شرکت هواپیمایی است که در تاریخ ۲۰۰۴ میلادی تأسیس شده است.
دفتر مرکزی لوچ لوموند سیپلینز در اسکاتلند واقع شده‌است و به ۲ مقصد، پرواز مستقیم انجام می‌دهد.